# Vratná pojistka

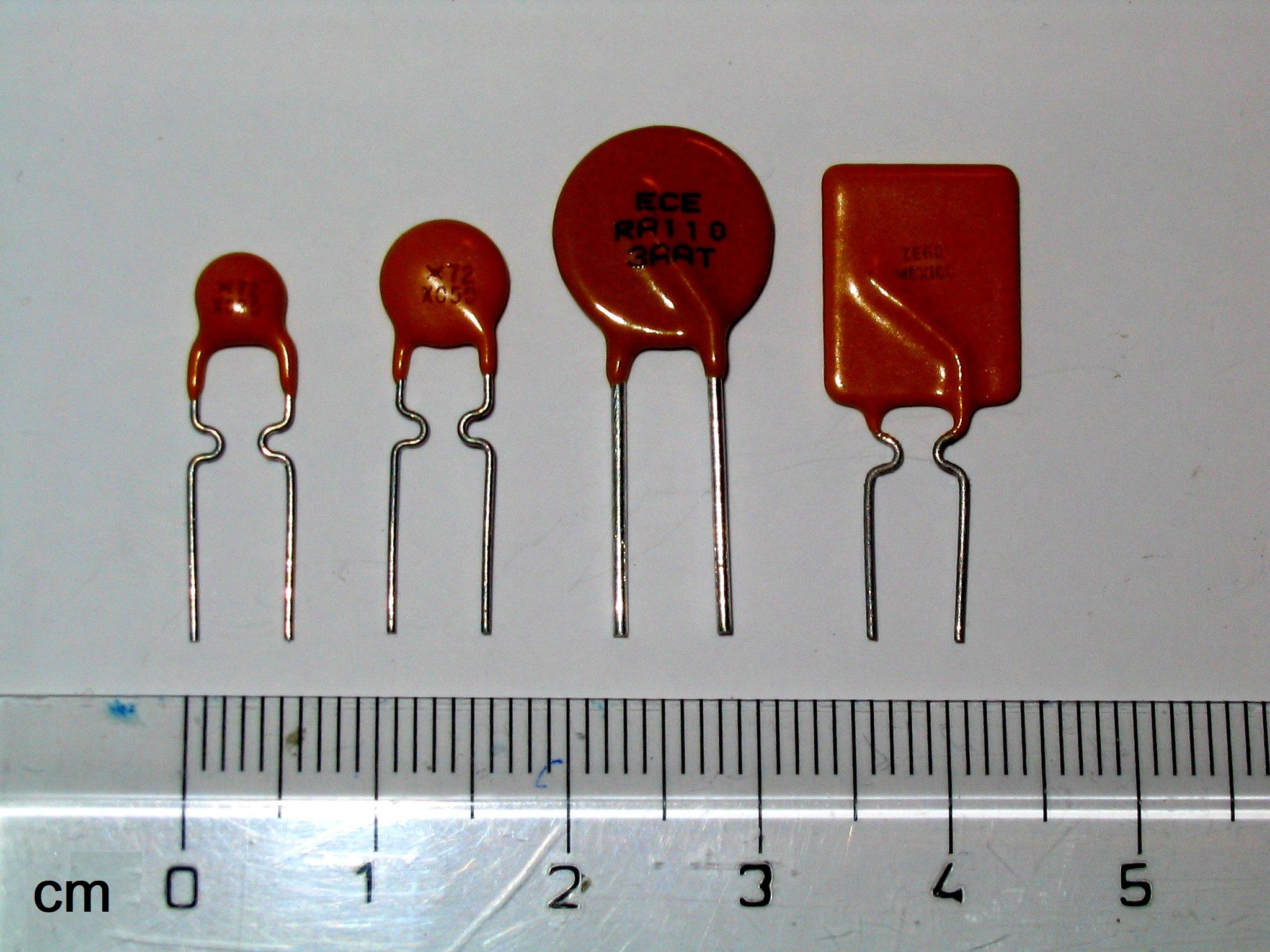
Několik provedení vratných pojistek

PPTC (z anglického Polymeric Positive Temperature Coefficient device - polymerové zařízení s pozitivním teplotním koeficientem; polyswitch), v češtině známé jako vratná pojistka, je pasivní elektronická součástka, která chrání podobně jako tavná pojistka zařízení nebo obvod před nadproudem či zkratem.
Vyrábí se v hodnotách od 20 mA do 100 A, přičemž čas vybavení („spuštění“) může být také různý – od několika milisekund do několika desítek sekund.
V podstatě jsou to nelineární termistory, ačkoli se chovají spíše jako běžné pojistky.
Jejich výhodou ve srovnání s běžnými tavnými pojistkami je to, že po odstranění závady se vrátí do výchozího stavu a tudíž je není třeba vyměňovat.
Každá pojistka má daný maximální proud. Pokud pojistkou protéká maximálně tento proud, má velmi malý odpor. Při překročení maximálního proudu se pojistka zahřeje nad prahovou teplotu a vnitřní odpor se zvýší o několik řádů (typicky na tisíce až milióny ohmů).

## Princip a konstrukce
Pojistka je tvořena mřížkou z nevodivého organického polymeru, naplněného velmi jemným uhlíkem, který ji dělá vodivou.
Ve studeném stavu je polymer v krystalickém stavu a uhlík je vtlačen do oblastí mezi krystaly, kde tvoří vodivé řetězce s pravidelnou strukturou.
Pokud je překročen maximální proud, pojistka se začne zahřívat. Vlivem vzrůstající teploty se začne polymer rozpínat a přecházet do amorfního stavu. Zvětšení rozdělí uhlíkové částečky a způsobí zvýšení vnitřního odporu. To způsobí ještě rychlejší zahřívání a další expanzi a zvýšení odporu, což prakticky přeruší proud tekoucí obvodem, avšak ne zcela – pořád bude procházet malý proud potřebný pro udržení pojistky v zahřátém stavu.
Po odstranění závady se pojistka ochladí, a to způsobí opětovné smrštění polymeru, znovuvytvoření vodivých řetězců a snížení odporu. Ochlazení do provozuschopného stavu obvykle trvá několik sekund, ovšem i potom bude mít ještě několik hodin lehce zvýšený odpor.

## Výhody a nevýhody
Mezi výhody patří již zmíněná schopnost okamžitého zotavení z poruchy, aniž by bylo třeba součástku vyměnit.
Jelikož mají tyto pojistky z podstaty o něco vyšší odpor než klasické pojistky, nemusejí být použitelné ve všech zařízeních.
Na rozdíl od běžné pojistky, u které při přetížení nebo zkratu dojde k úplnému odpojení obvodu, poteče obvodem určitý malý proud nutný pro udržení vratné pojistky v zahřátém stavu.

## Použití
Například v bateriích do přenosných zařízení – při náhodném zkratu pojistka vybaví a ochrání baterii. Po odstranění zkratu se obnoví původní funkce – s normální pojistkou by bylo nutné pouzdro otevřít a pojistku vyměnit. Dále se používají např. v počítačových zdrojích nebo rozdělovačích napájení pro čidla zabezpečovacích systémů.
Amatérští konstruktéři je mohou získat v SMD provedení například ze základních desek počítačů poblíž USB portů, PS/2 portů a podobně. Bývají zelené, černé nebo hnědé a poblíž bývá označení (v potisku) Fxx (tj. Fuse číslo xx).